# Galeria de Artă „Ion Vlasiu”
Galeria de Artă „Ion Vlasiu” este un muzeu județean din Târgu Mureș, amplasat în Str. Bolyai nr. 17. Găzduită de spațiile Bibliotecii Teleki, Galeria Ion Vlasiu a luat ființă în anul 1988 în urma donației făcute de maestrul Ion Vlasiu, sculptor, pictor și scriitor târgumureșan. Tripla vocație a lui Vlasiu, cunoscut mai ales ca sculptor, dar aproape în egală măsură pictor și scriitor, nu l-a dus spre un eclectism al înzestrărilor. Picturile sale au căutat drumul spre tălmăcirea sufletului omului. El are nostalgia satului ca matcă a sufletului colectiv național, cu care se simte solidar și a cărui supraviețuire ar vrea să o asigure în mijlocul dramei umane contemporane. Pe linia tradiției, el caută străluciri de colorit puternic, vegetal împletit cu o decorativitate ritmică ajungând la imagini elementare, la apariții stilizate și vibrații primitive. Lumea satului, peisajul, istoria sunt arii (domenii) din care iși alege cu predilecție temele prezentate sub forma metaforei, a simbolului. Vârstele omului și parcursul vieții sale, reprezentarea figurilor exemplare din lumea cotidiană și anonimă a satului sau din planul istoriei și al culturii naționale devin subiecte predilecte.  Prin sculptura sa el caută să ajungă la acele forme originare, strămoșești care seamană corpurilor simple, produse de forțele naturii. Indiferent de materialul folosit - piatră, lemn, gips - el încearcă să recreeze forma pură. Într-o continuă comunicare cu universul spațiului său natal, el dă viață acestei lumi atât de complexe plăsmuind într-un limbaj laconic capete de copii, bătrâni, țărani, intelectuali sau eroi. Prin morfologii și stilistică sculptura sa - mai ales reprezentările de factură totemică precum și lucrările inspirate din basme și legende - se leagă direct de tradițiile acestui neam. Romanele sale în care autobiograficul atinge dimensiunea fictiunii literare fară a pierde însă fiorul autenticitatii documentului de viață trăită, îi definesc structura umană și artistică al cărei fond sătesc este incontestabil în toate ipostazele sale. În proza memorialistică, în sculptură și pictură, Ion Vlasiu trăiește permanenta revelare a lumii din afară și a propriei lumi interioare cu un autentic sentiment dramatic.